# Josef Quitterer
Josef Quitterer (* 1962 in Freyung) ist ein deutscher römisch-katholischer Philosoph.

## Leben
Er studierte Theologie und Philosophie in Regensburg und an der Pontificia Università Gregoriana, wo er 1990 das Bacc. theol. und 1994 den Dr. phil. (summa cum laude) erwarb. Nach der Habilitation 2001 in Philosophie an der Theologischen Fakultät der Universität Innsbruck war er seit 1991 Assistent am Institut für Christliche Philosophie der Universität Innsbruck. Seit 2001 lehrt er als außerordentlicher Universitätsprofessor. Von 2005 bis 2013 leitete er das Institut für christliche Philosophie. Von 2005 bis 2014 war er Präses des Institutum philosophicum oenipontanum. Als Gastprofessor lehrte er an der University of New Orleans, PTH Sankt Georgen und der Pontificia Università Gregoriana.
Seit 1987 ist er Mitglied der katholischen Studentenverbindung KAV Capitolina Rom.

## Schriften (Auswahl)
- Kant und die These vom Paradigmenwechsel. Eine Gegenüberstellung seiner Transzendentalphilosophie mit der Wissenschaftstheorie Thomas S. Kuhns. Frankfurt am Main 1996, ISBN 3-631-48929-3 (zugleich Dissertation, Gregoriana 1993).
- mit Günter Rager und Edmund Runggaldier: Unser Selbst. Identität im Wandel der neuronalen Prozesse. Schöningh, Paderborn 2002, ISBN 3-506-77340-2.

Herausgeberschaft
- mit Edmund Runggaldier: Der neue Naturalismus – eine Herausforderung an das christliche Menschenbild  (Kohlhammer Philosophie). Kohlhammer-Verlag, Stuttgart 1999, ISBN 3-17-015409-5.
- mit Armin Schwibach: Der Aufgang der Wahrheit – die Konstruktion der Wirklichkeit. Festschrift für Carlo Huber S.J. Zagreb 2001, ISBN 9536257823.
- mit Christian Kanzian und Edmund Runggaldier: Personen. Ein interdisziplinärer Dialog. Akten des 25. Internationalen Wittgenstein-Symposiums, 11. bis 17. August 2002, Kirchberg am Wechsel (Österreich) (Schriftenreihe der Wittgenstein-Gesellschaft 31), Wien 2003, ISBN 3-209-04225-X.
- mit Francesca Castellani: Agency and Causation in the Human Sciences. An international conference which was organized in June 2005 at the University of Trento, Paderborn 2007, ISBN 3-89785-573-9.
- mit Georg Gasser: Die Aktualität des Seelenbegriffs. Interdisziplinäre Zugänge. Schöningh, Paderborn 2010, ISBN 978-3-506-76905-3.
- mit Christian Kanzian und Winfried Löffler: The Ways Things Are. Studies in Ontology (Philosophical Anaysis 44). Ontos, Heusenstamm 2011, ISBN 978-3-86838-129-0.